# Sentica heliozona
Sentica heliozona är en fjärilsart som beskrevs av Edward Meyrick 1893. Sentica heliozona ingår i släktet Sentica och familjen säckspinnare. Inga underarter finns listade i Catalogue of Life.